# Grammy Awards 1991
La 33ª edizione dei Grammy Awards si è svolta il 20 febbraio 1991 presso lo Radio City Music Hall di New York.
Il trionfatore della serata è stato Quincy Jones, vincitore di sei premi.

## Vincitori e candidati

### Categorie principali

#### Registrazione dell'anno
- Another Day in Paradise - Phil Collins; Hugh Padgham & Phil Collins (produttori)
- Vision of Love - Mariah Carey; Rhett Lawrence & Narada Michael Walden (produttori)
- U Can't Touch This - MC Hammer; MC Hammer (produttore)
- From a Distance - Bette Midler; Arif Mardin (produttore)
- Nothing Compares 2 U - Sinéad O'Connor; Sinéad O'Connor & Nellee Hooper (produttori)

#### Canzone dell'anno
- From a Distance, scritta da Julie Gold, cantata da Bette Midler
- Vision of Love, scritta da Mariah Carey e Ben Margulies, cantata da Mariah Carey
- Another Day in Paradise, scritta e cantata da Phil Collins
- Nothing Compares 2 U, scritta da Prince, cantata da Sinéad O'Connor
- Hold On, scritta da Chynna Phillips, Glen Ballard e Carnie Wilson, cantata dalle Wilson Phillips

#### Miglior artista esordiente
- Mariah Carey
- The Black Crowes
- The Kentucky Headhunters
- Lisa Stansfield
- Wilson Phillips

#### Album dell'anno
- Back on the Block - Quincy Jones
- ...But Seriously - Phil Collins
- Mariah Carey - Mariah Carey
- Please Hammer Don't Hurt 'Em - MC Hammer
- Wilson Phillips - Wilson Phillips

### Pop

#### Miglior interpretazione pop vocale femminile
- Mariah Carey - Vision of Love
- Whitney Houston - I'm Your Baby Tonight
- Bette Midler - From a Distance
- Sinéad O'Connor - Nothing Compares 2 U
- Lisa Stansfield - All Around the World

#### Miglior interpretazione pop vocale maschile
- Roy Orbison - Oh, Pretty Woman (live 1987)
- Phil Collins - Another Day in Paradise
- Michael Bolton - Georgia on My Mind
- James Ingram - I Don't Have the Heart
- Billy Joel - Storm Front
- Rod Stewart - Downtown Train

#### Miglior interpretazione pop vocale di un gruppo/duo
- All My Life - Aaron Neville & Linda Ronstadt

### Alternativa

#### Miglior album di musica alternative
- Sinéad O'Connor - I Do Not Want What I Haven't Got
- Laurie Anderson – Strange Angels
- Kate Bush – The Sensual World
- The Replacements – All Shook Down
- World Party – Goodbye Jumbo

### R&B

#### Miglior canzone R&B
- U Can't Touch This, scritta da MC Hammer, Rick James e Alonzo Miller, eseguita da MC Hammer
- I'll Be Good to You, scritta da George Johnson, Louis Johnson e Sonora Sam, eseguita da Ray Charles e Chaka Khan
- Alright, scritta da Janet Jackson, Jimmy Jam & Terry Lewis, eseguita da Janet Jackson
- My, My, My, scritta da Babyface e Daryl Simmons, eseguita da Johnny Gill
- Here and Now, scritta da Terry Steele e David L. Elliott, eseguita da Luther Vandross

### Country

#### Miglior canzone country
- Where've You Been - Don Henry, Jon Vezner & Kathy Mattea

### Classica

#### Miglior album di musica classica
- Ives - Hans Weber, Leonard Bernstein & New York Philharmonic

### New Age

#### Miglior interpretazione new age
- Mark Isham - Mark Isham
- Acoustic Alchemy – Caravan of Dreams
- Michael Hedges – Taproot
- Mannheim Steamroller – Yellowstone: The Music of Nature
- Mysterious Voices of Bulgaria – Balkan
- Paul Winter – Earth: Voices of a Planet

### Rap

#### Miglior interpretazione rap solista
- MC Hammer - U Can't Touch This
- Queen Latifah – All Hail the Queen
- Big Daddy Kane – I Get The Job Done
- Vanilla Ice – Ice Ice Baby
- Monie Love – Monie In The Middle

### Rock

#### Miglior interpretazione vocale rock femminile
- Alannah Myles - Black Velvet
- Melissa Etheridge – The Angels
- Janet Jackson – Black Cat
- Stevie Nicks – Whole Lotta Trouble
- Tina Turner – Steamy Windows

#### Miglior interpretazione vocale rock maschile
- Eric Clapton - Bad Love
- Jon Bon Jovi – Blaze of Glory
- Joe Cocker – You Can Leave Your Hat On
- Billy Idol – Cradle of Love
- Neil Young – Rockin' in the Free World

#### Miglior interpretazione rock di un duo o un gruppo
- Aerosmith - Janie's Got a Gun
- INXS – Suicide Blonde
- Midnight Oil – Blue Sky Mining
- Red Hot Chili Peppers – Higher Ground
- The Rolling Stones – Almost Hear You Sigh

#### Miglior interpretazione hard rock
- Living Colour - Time's Up
- AC/DC – The Razors Edge
- Faith No More – Epic
- Jane's Addiction – Ritual de lo Habitual
- Mötley Crüe – Kickstart My Heart

#### Miglior interpretazione metal
- Metallica - Stone Cold Crazy
- Anthrax – Persistence of Time
- Judas Priest – Painkiller
- Megadeth – Rust In Peace
- Suicidal Tendencies – Lights Camera Revolution

### Reggae

#### Miglior album reggae
- Time Will Tell: A Tribute to Bob Marley - Bunny Wailer
- Now - Black Uhuru
- Mek We Dweet - Burning Spear
- An Hour Live - Toots & the Maytals
- Make Place for the Youth - Andrew Tosh

### Produzione

#### Produttore dell'anno, non classico
- Quincy Jones
- Glen Ballard
- Phil Collins e Hugh Padgham
- Mick Jones e Billy Joel
- Arif Mardin

### Videoclip

#### Miglior videoclip
- Opposites Attract - Paula Abdul; Michael Patterson e Candice Reckinger (registi); Sharon Oreck (produttore)
- Another Day in Paradise - Phil Collins
- Oh Father - Madonna
- Nothing Compares 2 U - Sinéad O'Connor
- All I Want - The Lightning Seeds

## Categorie speciali

### MusiCares Person of the Year
- David Crosby